# مدينة السوق (تقسيم إداري)

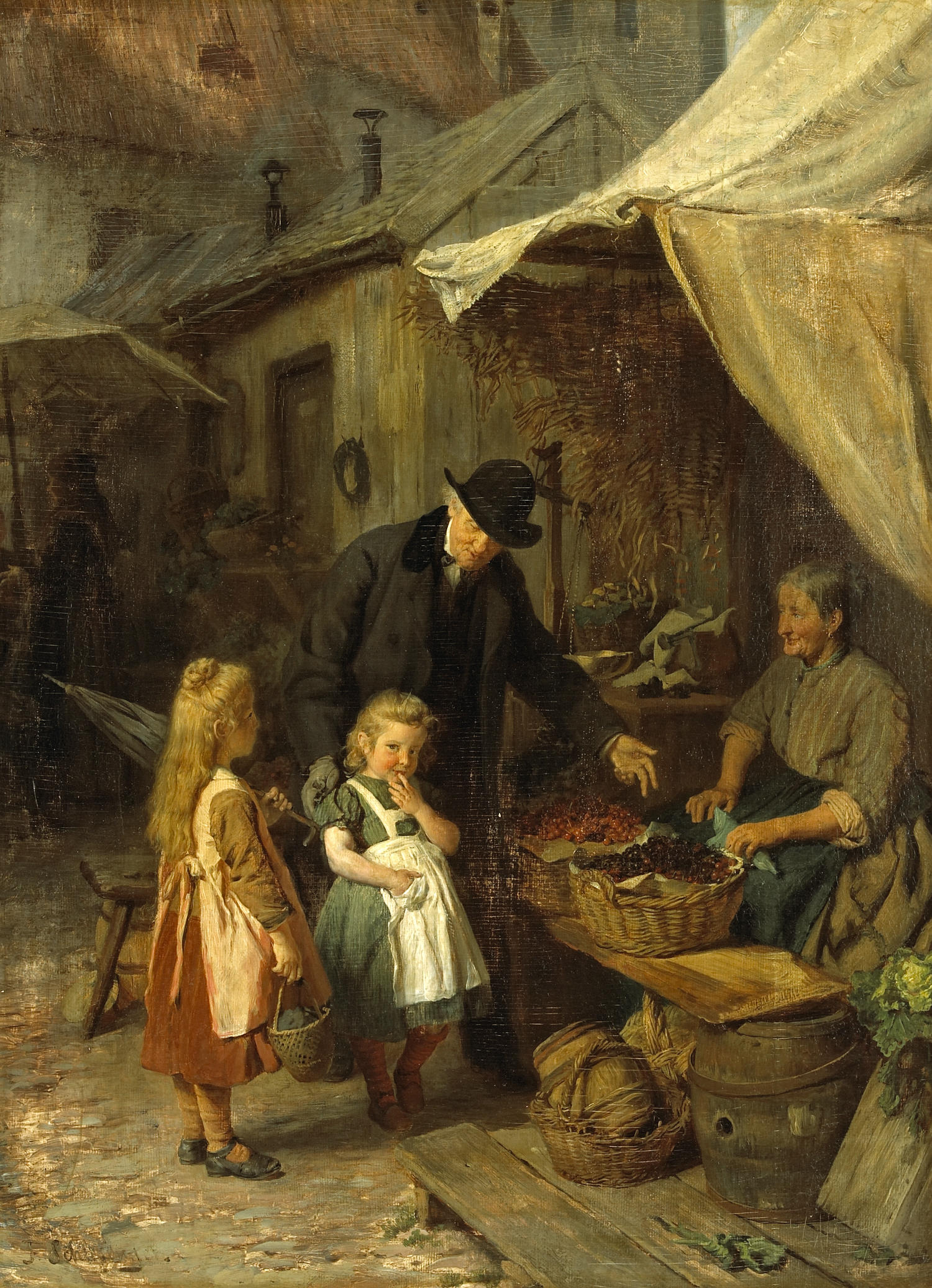
لوحة "في السوق" بريشة فيلكس شليزنغر (حوالي عام 1890)

مَدِينَة السُّوق  (بالإِنجِلِيزِيّة: Market Town) هُو تَقْسِيم إِدَارِيّ لِتَجمُّع حضرِيّ. بدأْت الأَسوَاق كتقسِيم إِدارِي مُنذُ العُصُور الوسطَى مِن التَّارِيخ الأورُوبِّيّ؛ ويَأتِي مِن حيث التَرتِيب الإِدَارِيّ بَين البَلدَة والمَدِينَة. فِي الغالِب سُوق المدِينة أَو بَلدَة السُّوق لَيست مُحاطةٍ بِأَسوَارٍ أَو حُصُون، وغالباً مَا تنشأ الأَسوَاق بِالقُرُب مِن القلَاع أَو الأَديِرةَ. ومِن العوَامِلِ الرَّئِيِسيَّة لِنشأتِ الأَسوَاق كتَجمُّع سكّاني هُو تَوْفِير السِّلع والخدمَات لِلتَّجَمُّعات الحضرِيَّة المُحِيطَة بِهَا.

## لمحة تاريخية
يكمن الغرض الرئيسي من مدن أو بلدات الأسواق فيما تؤديه من توفيرها للسلع والخدمات للمنطقة المحلية المحيطة. كانت أسواق البلدات معروفة خلال العصور القديمة، ولكنها لم تشهد نمواً سريعاً في أعدادها إلَّا ابتداءً من القرن الثاني عشر. ازدهرت بلدات الأسواق في أنحاء أوروبا بالترافق مع تحسن الأوضاع الاقتصادية وتمدن المجتمع أكثر فأكثر والانتشار الواسع للاقتصاد القائم على الدفع النقدي. يذكر كتاب Domesday Book العائد لعام 1086 وجود خمسين سوقاً في إنجلترا. وحوالي 2,000 سوق جديد افتتحت بين عام 1200 وعام 1349. وقد حصل ازدهار بلدات الأسواق في أوروبا على نحوٍ متزامن.

## معرض صور

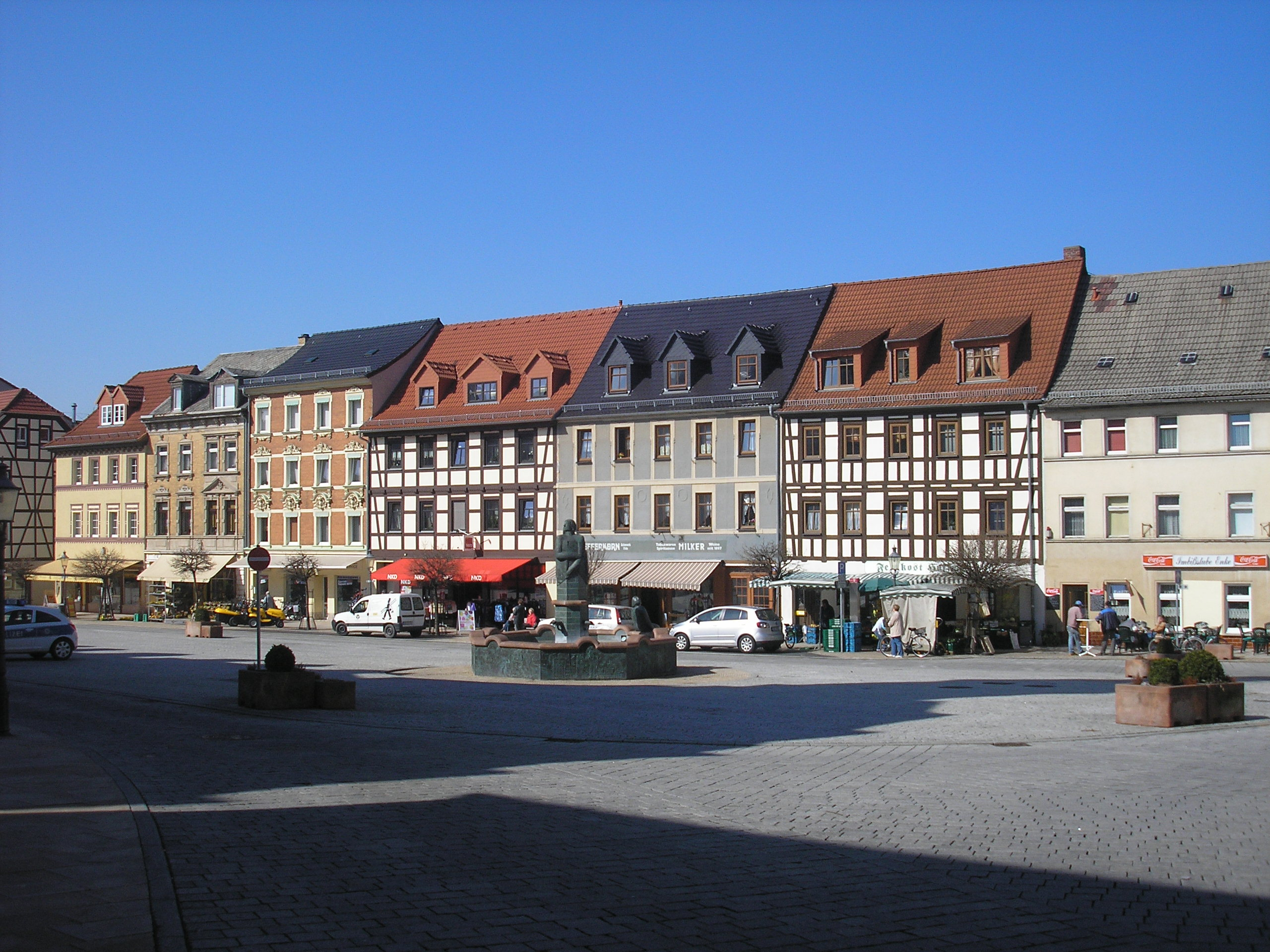
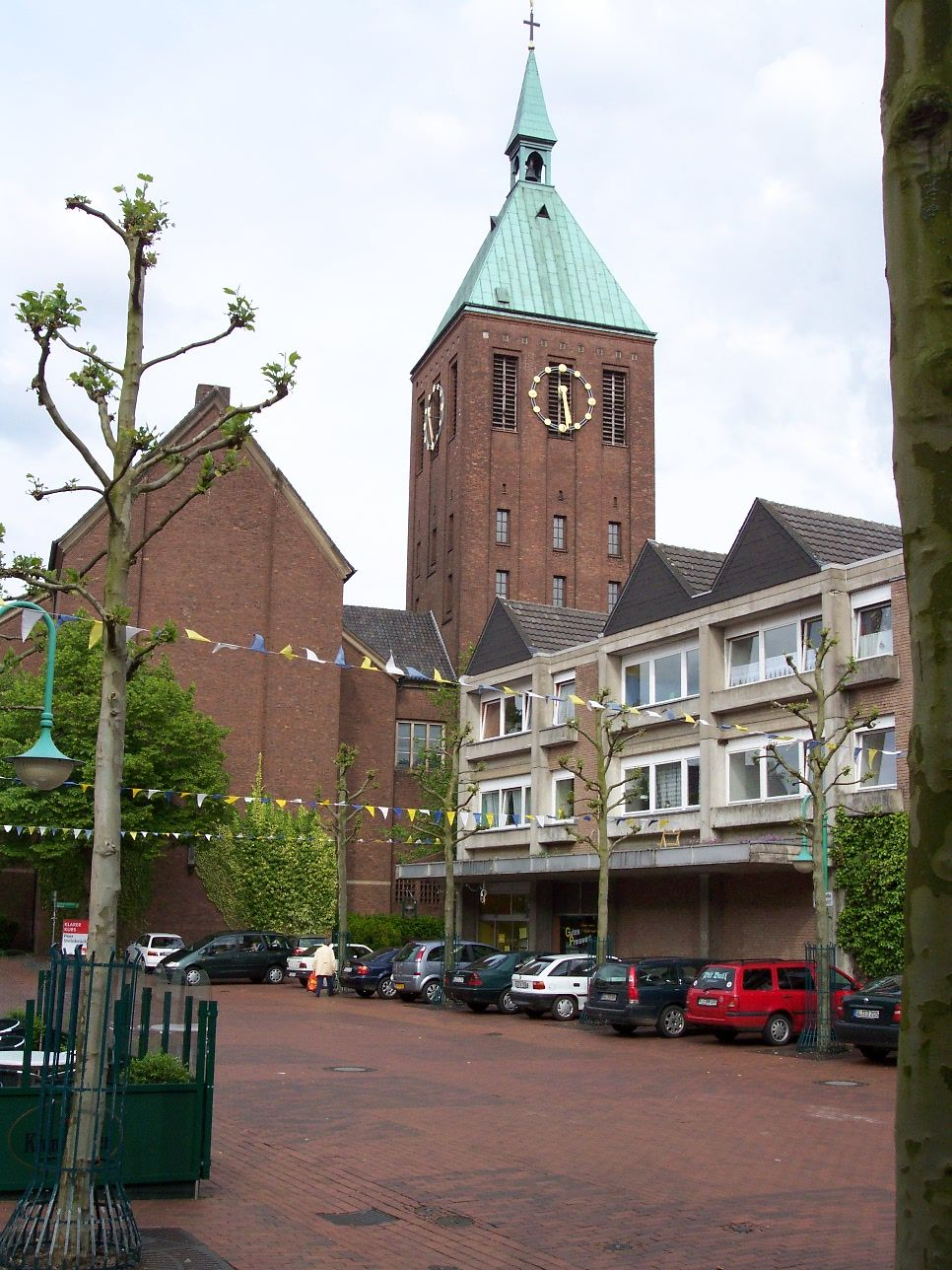
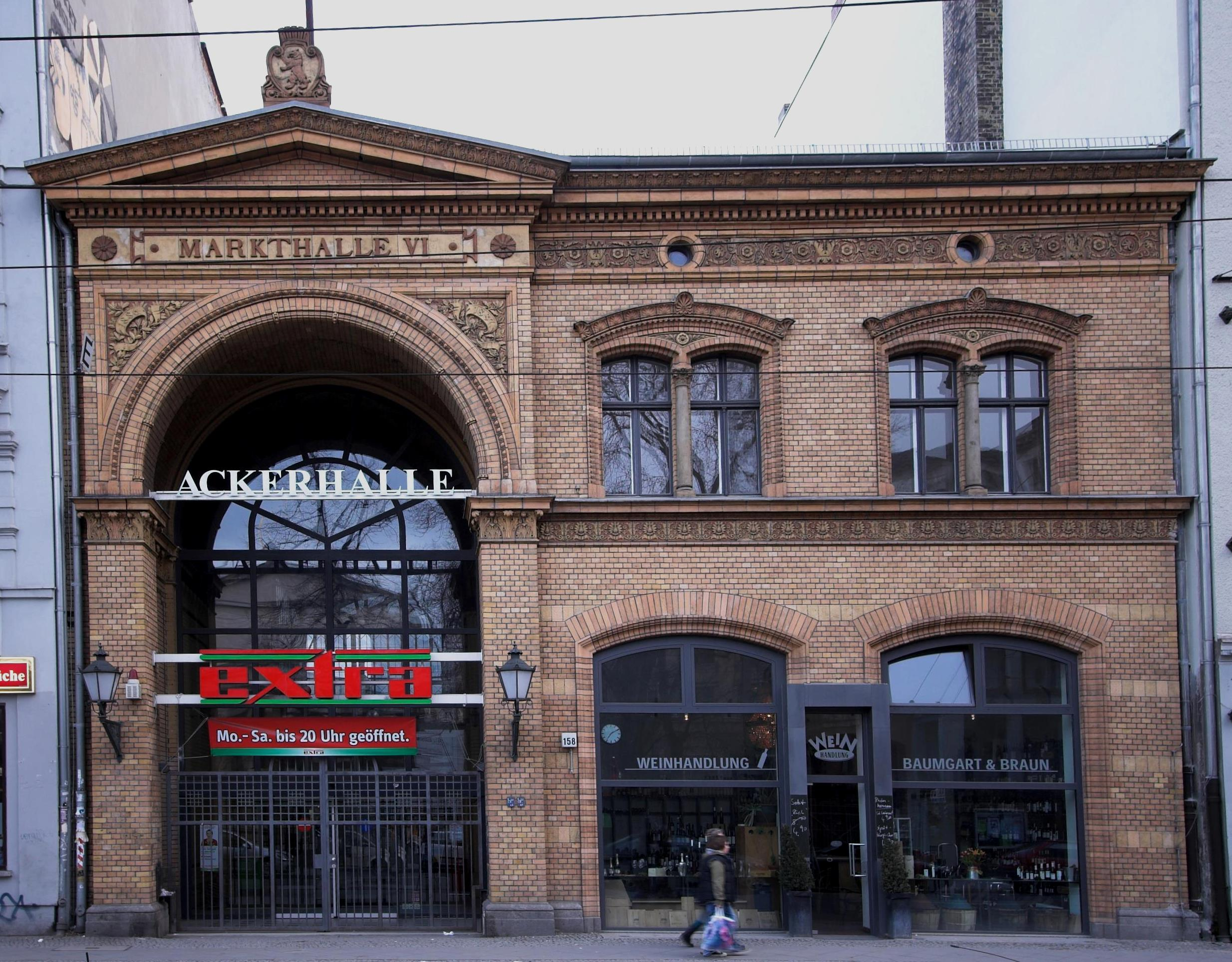
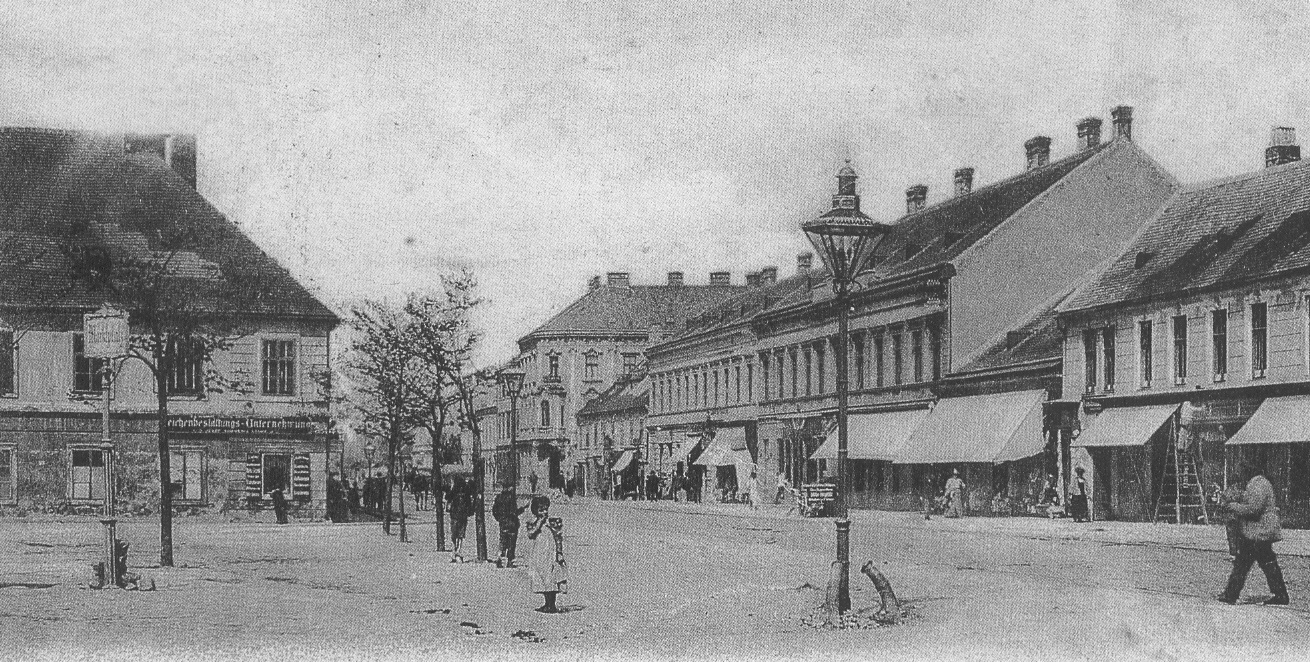